# حمير (ريمة)
حمير هي إحدى قرى مديرية كسمة بمحافظة ريمة اليمنية، بلغ تعداد سكانها 2559 نسمة حسب إحصاء اليمن لعام 2004.